# Neanias magnus
Neanias magnus är en insektsart som beskrevs av Matsumura, S. och Tokuichi Shiraki 1908. Neanias magnus ingår i släktet Neanias och familjen Gryllacrididae. Inga underarter finns listade i Catalogue of Life.